# 第73屆威尼斯影展
第73届威尼斯影展於2016年8月31日至9月10日（當地時間）在義大利威尼斯舉行，英国导演山姆·曼德斯担任评审团主席。菲律宾电影《离去的女人》获得金狮奖。

## 評審團

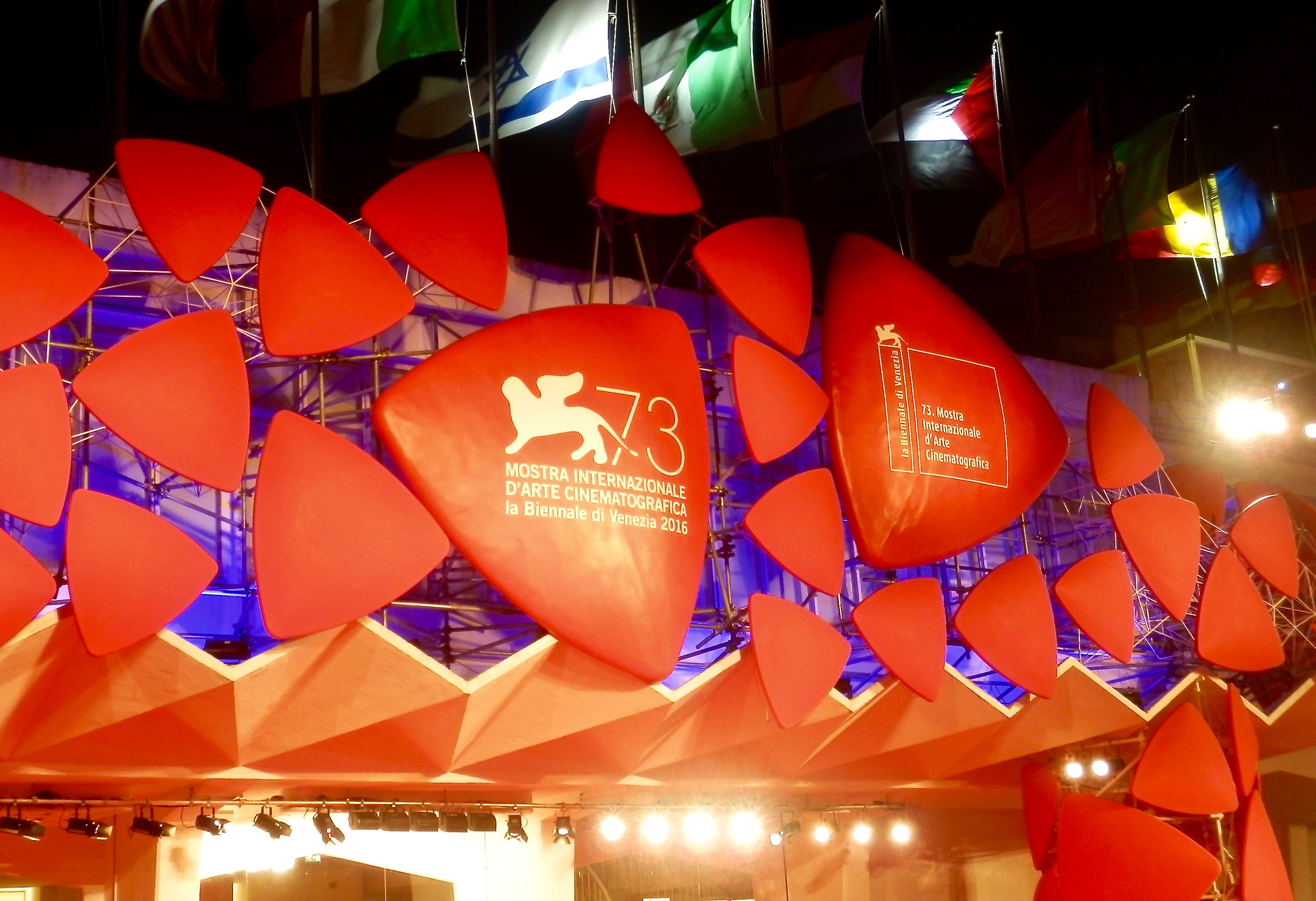
第73屆威尼斯影展

### 正式競賽
- 山姆·曼德斯：導演。（評審團主席）[2]
- 蘿瑞·安德森：藝術家、歌手、導演。
- 潔瑪·艾特頓：演員。
- 吉安卡洛·迪·卡塔爾多（義大利語：Giancarlo De Cataldo）：編劇。
- 妮娜·霍斯：演員。
- ／ 齊雅拉·馬斯楚安尼：演員。
- 約書亞·奧本海默：導演。
- 洛倫佐·維加斯：導演。
- 趙薇：演員、導演。

## 官方單元

### 正式競賽
以下電影被選定為競賽片：
| 中文片名                 | 原文片名                   | 導演                          | 國家或地區                         |
| ------------------------ | -------------------------- | ----------------------------- | ---------------------------------- |
| 《樂來越愛你》（開幕片） | La La Land                 | 達米恩·查澤雷                 | 美国                               |
| 《異星入境》             | Arrival                    | 丹尼·維勒納夫                 | 美国                               |
| 《生存者》               | The Bad Batch              | 安娜·莉莉·阿米波爾            | 美国                               |
| 《戀夏絮語》             | Les Beaux Jours d'Aranjuez | 文·溫德斯                     | 法國、 德国                        |
| 《走過煉獄的女人》       | Brimstone                  | 馬丁·寇霍文                   | 荷蘭、 法國                        |
| 《傑出公民》             | El ciudadano ilustre       | 賈斯東·杜普拉特 馬利安諾·柯恩 | 阿根廷、 西班牙                    |
| 《失明的耶穌》           | El Cristo ciego            | 克里斯多福·莫瑞               | 智利、 法國                        |
| 《雙面法蘭茲》           | Frantz                     | 佛杭蘇瓦·歐容                 | 法國、 德国                        |
| 《第一夫人的秘密》       | Jackie                     | 帕布羅·拉瑞恩                 | 美国、 智利、 法國                 |
| 《為妳說的謊》           | The Light Between Oceans   | 德瑞克·奇安佛蘭斯             | 印度、 英国、 美国                 |
| 《夜行動物》             | Nocturnal Animals          | 湯姆·福特                     | 美国                               |
| 《牛奶配送員的魔幻人生》 | На млечном путу            | 艾米爾·庫斯杜力卡             | 墨西哥、 塞爾維亞、 英国、 美国    |
| 《尋找天堂的3個人》      | Рай                        | 安德烈·康查洛夫斯基           | 俄羅斯、 德国                      |
| 《羽毛》                 | Piuma                      | 羅恩·約翰森                   | 義大利                             |
| 《這些天》               | Questi giorni              | 朱賽裴·畢奇奧尼               | 義大利                             |
| 《螺紋》                 | Spira Mirabilis            | 馬西莫·達諾菲 瑪蒂娜·帕蒂     | 義大利                             |
| 《慾望》                 | La región salvaje          | 阿瑪特·艾斯卡藍特             | 墨西哥、 丹麦、 法國、 德国、 挪威 |
| 《》                     | Voyage of Time             | 泰倫斯·馬利克                 | 美国                               |
| 《離去的女人》           | Ang Babaeng Humayo         | 拉夫·狄亞茲                   | 菲律賓                             |
| 《女人的一生》           | Une vie                    | 史蒂芬·布塞                   | 法國                               |

### 非競賽片
以下電影被選定為非競賽片：
| 中文片名                   | 原文片名                   | 導演                                                    | 國家或地區                           |
| 劇情片                     | 劇情片                     | 劇情片                                                  | 劇情片                               |
| -------------------------- | -------------------------- | ------------------------------------------------------- | ------------------------------------ |
| 《密探》                   | 밀정                       | 金知雲                                                  |                                      |
| 《流血的拳擊手》           | Chuck                      | 菲利普·法拉多                                           | 美国、 加拿大                        |
| 《殺戮都市GANTZ：O》       | Gantz: O                   | 川村泰                                                  | 日本                                 |
| 《鋼鐵英雄》               | Hacksaw Ridge              | 梅爾·吉勃遜                                             | 美国、                               |
| 《敵友旅程》               | The Journey                | 尼克·海姆                                               | 英国                                 |
| 《山崩》                   | Monte                      | 阿米爾·納德瑞                                           | 義大利、 美国、 法國                 |
| 《永遠》                   | À jamais                   | 班諾·賈克                                               | 法國、 葡萄牙                        |
| 《通靈美人》               | Planetarium                | 蕾貝卡·斯洛托維斯基                                     | 法國、 比利时                        |
| 《托馬索》                 | Tommaso                    | 吉姆·羅斯·斯圖爾特                                      | 義大利                               |
| 《年輕的教宗》（第1、2集） | The Young Pope             | 保羅·索倫提諾                                           | 義大利、 法國、 西班牙、 英国、 美国 |
| 《絕地7騎士》（閉幕片）    | The Magnificent Seven      | 安東尼·法奎                                             | 美国                                 |
| 紀錄片                     |                            |                                                         |                                      |
| 《美國無政府主義者》       | American Anarchist         | 查理·希斯可                                             | 美国                                 |
| 《衝向天空》               | Assalto al cielo           | 佛蘭西斯柯·穆尼茲                                       | 義大利                               |
| 《奥斯特里茨》             | Austerlitz                 | 瑟蓋·洛茲尼察                                           | 德国                                 |
| 《我叫他摩根》             | I Called Him Morgan        | 尼諾·曼弗雷迪                                           | 瑞典、 美国                          |
| 《再一次體悟》             | One More Time with Feeling | 安德魯·多明尼克                                         | 英国                                 |
| 《我們的戰爭》             | La nostra guerra           | 布魯諾·奇亞拉瓦洛蒂 克勞迪奧·真帕里亞 貝妮黛塔·阿根鐵里 | 義大利、 美国                        |
| 《獵人們》                 | Safari                     | 伍瑞克·賽德爾                                           | 、 丹麦                              |

### 威尼斯經典
以下電影被選定為威尼斯經典：
| 中文片名                     | 原文片名                       | 導演               | 國家或地區          |
| ---------------------------- | ------------------------------ | ------------------ | ------------------- |
| 《1848》（1948年）           | 1848                           | 迪諾·里西          | 義大利              |
| 《美國狼人在倫敦》（1981年） | An American Werewolf In London | 約翰·蘭迪斯        | 英国                |
| 《錢》（1983年）             | L'Argent                       | 羅伯特·布列松      | 法國、 瑞士         |
| 《阿爾及爾之戰》（1966年）   | La battaglia di Algeri         | 吉洛‧彭特克沃      | 義大利、 阿尔及利亚 |
| 《弱女情緣》（1931年）       | The Brat                       | 約翰·福特          | 美国                |
| 《春光破碎》（1965年）       | L'uomo dei cinque palloni      | 馬可·費拉里        | 義大利、 法國       |
| 《滿城風雨》（1952年）       | Processo alla città            | 路易吉·贊帕        | 義大利              |
| 《黑眼睛》（1987年）         | Oci ciornie                    | 尼基塔·米亥科夫    | 義大利、 苏联       |
| 《生人勿近》（1978年）       | Dawn of the Dead               | 喬治·安德魯·羅梅羅 | 美国、 義大利       |
| 《烽火流亡圖》（1960年）     | Tutti a casa                   | 路易吉·康門西尼    | 義大利、 法國       |
| 《犧牲》（1943年）           | Opfergang                      | 尼諾·曼弗雷迪      | 德国                |
| 《山中傳奇》（1979年）       | 《山中傳奇》（1979年）         | 胡金銓             | 臺灣、 英屬香港     |
| 《曼哈頓》（1979年）         | Manhattan                      | 伍迪·艾倫          | 美国                |
| 《撒恩達之夜》（1990年）     | شبهای زاینده رود               | 穆森·馬克馬巴夫    | 伊朗                |
| 《鬼太鼓座》（1981年）       | ざ・鬼太鼓座                   | 加藤泰             | 日本                |
| 《美麗的毒藥》（1968年）     | Pretty Poison                  | 諾艾爾·布萊克      | 美国                |
| 《女人香》（1974年）         | Profumo di donna               | 迪諾·里西          | 義大利              |
| 《七武士》（1954年）         | 七人の侍                       | 黑澤明             | 日本                |
| 《潛行者》（1979年）         | Сталкер                        | 安德烈·塔可夫斯基  | 苏联                |
| 《賊中賊》（1967年）         | Le Voleur                      | 路易·馬盧          | 法國、 義大利       |
| 《特急二十世紀》（1934年）   | Twentieth Century              | 霍華·霍克斯        | 美国                |

## 平行单元

### 威尼斯日

#### 官方評選
| 中文片名     | 原文片名     | 導演   | 國家或地區                |
| ------------ | ------------ | ------ | ------------------------- |
| 《再見瓦城》 | 《再見瓦城》 | 趙德胤 | 臺灣、 緬甸、 法國、 德国 |

## 获奖名单
主竞赛单元
- 金狮奖：《离去的女人》 — 拉夫·狄亞茲
- 評審團大獎：《夜行動物》 — 汤姆·福特
- 最佳導演銀獅獎：
  - 阿玛特·艾斯卡兰特 — 《慾望》
  - 安德烈·康查洛夫斯基 — 《尋找天堂的3個人》
- 最佳男演員獎：奥斯卡·马丁内兹 — 《杰出公民》
- 最佳女演員獎：艾玛·斯通 — 《樂來越愛你》
- 最佳劇本獎：诺亚·奥本海姆（英语：Noah Oppenheim） — 《第一夫人的秘密》
- 評審團特別獎：《生存者》 — 安娜·莉莉·阿米普尔
- 最佳新演員獎：寶拉·貝爾 — 《弗兰兹》

### 會外獎項
- 費比西國際影評人獎：
  - 正式競賽單元：《女人的一生（法语：Une vie (film, 2016)）》 —  史蒂芬·布塞
  - 地平線單元：《藍鬍子（英语：Kékszakállú）》 — 加斯頓·索爾尼基（英语：Gastón Solnicki）

## 外部連結
- 官方网站